# Język maiwa
Język maiwa – język austronezyjski używany w prowincji Celebes Południowy w Indonezji, w rejonie rzeki Boya. Według danych z 1990 roku posługuje się nim 50 tys. ludzi.
Jest blisko spokrewniony z językami enrekang i duri.
Nie wykształcił piśmiennictwa.